# Ананьино (Карабихское сельское поселение)
Ананьино — деревня в Ярославском районе Ярославской области России.
В рамках организации местного самоуправления входит в Карабихское сельское поселение; в рамках административно-территориального устройства включается в Телегинский сельский округ.
С 2019 года в деревне проходит открытый конкурс-фестиваль «Ананьино — самая цветущая деревня России».

## Население
| 2007 | 2010 |
| ---- | ---- |
| 523  | ↘477 |

По состоянию на 1989 год в деревне проживало 443 человека.
Население на 1 января 2007 года — 523 человека; на 1 января 2010 года — 460 человек.

## Инфраструктура
В деревне расположена Ананьинская общеобразовательная школа, дом культуры «Ананьинский», ФАП (филиал Ярославской центральной районной больницы).
Работает тепличный комплекс «Лазаревский».
Теплоснабжение деревни обеспечивается котельной. Услуги проводной связи на территории деревни и близлежащих населённых пунктов предоставляет Верхневолжский филиал ОАО «Центртелеком». На территории посёлка находится охраняемая природная зона «Берёзовая роща».

## Достопримечательности
- Обелиск погибшим в годы Великой Отечественной войны[12].

## Улицы
Мирная, Школьная, Садовая, Молодёжная.